# Хошайд (комуна)
Гошайд (люксемб. Houschent, фр. Hoscheid, нім. Hoscheid) — комуна Люксембургу. Входить до складу кантону Дикірх в окрузі Дикірх.

## Географія
Площа території комуни становить 10,42 км² (105-е місце за цим показником серед 116 комун Люксембургу).
Висота найвищої точки комуни над рівнем моря складає 525 метрів (13-е місце за цим показником серед комун країни), найнижчої — 227 метрів (43-є місце).

## Демографія
Станом на 2011 рік на території комуни мешкало 604 ос.
Динаміка чисельності населення:

## Адміністративний поділ
До складу комуни входять такі поселення:
| Поселення                | Населення за даними переписів: | Населення за даними переписів: | Населення за даними переписів: |
| Поселення                | на 31.03.1981                  | на 01.03.1991                  | на 15.02.2001                  |
| ------------------------ | ------------------------------ | ------------------------------ | ------------------------------ |
| Гошайд                   | 231                            | 244                            | 311                            |
| Гошайд-Дікт/Унтершиндлер | 75                             | 71                             | 107                            |